# 沃佳內 (維利胡瓦特卡市鎮)
50°11′57″N 37°31′29″E / 50.19917°N 37.52472°E
沃佳內（烏克蘭語：Водяне）是位於烏克蘭東部的村莊，由哈爾科夫州庫皮揚斯克區的維利胡瓦特卡市鎮負責管轄。該村始建於1750年，面積0.39平方公里，海拔高度180米，2001年人口124，人口密度每平方公里314.7人。